# Mistrzostwa Polski Juniorów w Lekkoatletyce 2016
70. Mistrzostwa Polski juniorów w lekkoatletyce – zawody lekkoatletyczne dla sportowców do lat 20 organizowane pod egidą Polskiego Związku Lekkiej Atletyki, które odbywały się od 1 do 3 lipca 2016 w Suwałkach.

## Rezultaty

### Mężczyźni
| Konkurencja:                    | 1. miejsce                                                                                         | Rezultat   | 2. miejsce                                                                                       | Rezultat    | 3. miejsce                                                                             | Rezultat    |
| Bieg na 100 m                   | Eryk Hampel LUKS Orkan Września                                                                    | 10,60      | Jakub Gałandziej MLKS Agros Żary                                                                 | 10,91       | Adam Balcerek SL Olimpia Poznań                                                        | 10,94       |
| Bieg na 200 m                   | Adrian Wesela UKS Orkan Środa Wielkopolska                                                         | 21,71 SB   | Adrian Wojciechowski CWZS Zawisza Bydgoszcz                                                      | 21,73       | Kacper Wieczorek MKS-SMS Victoria Racibórz                                             | 21,86       |
| Bieg na 400 m                   | Tymoteusz Zimny MKS Baszta Szamotuły                                                               | 47,14 =PB  | Dawid Kapała ZLKL Zielona Góra                                                                   | 47,34 PB    | Mateusz Rzeźniczak RKS Łódź                                                            | 47,40 PB    |
| Bieg na 800 m                   | Mateusz Borkowski LKB Rudnik                                                                       | 1:50,72    | Patryk Sieradzki CWZS Zawisza Bydgoszcz                                                          | 1:51,33     | Marcin Kuliga KKB MOSiR Krosno                                                         | 1:51,76     |
| Bieg na 1500 m                  | Grzegorz Kunc KS AZS AWF Kraków                                                                    | 3:54,75    | Mateusz Dębski RLTL ZTE Radom                                                                    | 3:56,06     | Patryk Marmon UKS Budowlani Nowy Sącz                                                  | 3:57,03     |
| Bieg na 3000 m                  | Mateusz Dębski RLTL ZTE Radom                                                                      | 8:28,00 PB | Patryk Marmon UKS Budowlani Nowy Sącz                                                            | 8:28,47 PB  | Andrzej Kowalczyk ULKS Fajfer 2001 Łapanów                                             | 8:29,58 PB  |
| Bieg na 5000 m                  | Mateusz Kaczor RLTL ZTE Radom                                                                      | 15:07,48   | Radosław Jankowski MLKS Baszta Bytów                                                             | 15:12,05 PB | Dariusz Boratyński SS MKS Parasol Wrocław                                              | 15:14,32 PB |
| Bieg na 3000 m przez przeszkody | Nikodem Dworczak WMLKS Nadodrze Powodowo                                                           | 9:33,88 PB | Maciej Żołnowski WMLKS Nadodrze Powodowo                                                         | 9:36,72 PB  | Wojciech Karaban MKS Bolesłavia Bolesławiec                                            | 9:41,03 SB  |
| Bieg na 110 m przez płotki      | Dawid Żebrowski MKS-SMS Victoria Racibórz                                                          | 13,58 PB   | Bartosz Siudek MKS MOS Wrocław                                                                   | 13,66 PB    | Marek Wolski AZS-AWFiS Gdańsk                                                          | 13,84 PB    |
| Bieg na 400 m przez płotki      | Kamil Aniszewski LKS Jantar Ustka                                                                  | 52,58 PB   | Michał Galikowski SKLA Sopot                                                                     | 52,93 SB    | Ernest Hampel LUKS Orkan Września                                                      | 53,32       |
| Sztafeta 4 × 100 m              | KS Podlasie Białystok Karol Bagan Łukasz Pieńkos Maciej Stukan Bartosz Chojnowski                  | 42,41 SB   | CWZS Zawisza Bydgoszcz SL Kacper Woltmann Adrian Wojciechowski Oskar Jędraszek Mateusz Sieradzki | 42,52 SB    | LUKS Orkan Września Jan Przybylski Filip Idczak Ernest Hampel Eryk Hampel              | 42,71 SB    |
| Sztafeta 4 × 400 m              | CWZS Zawisza Bydgoszcz SL Adrian Wojciechowski Patryk Sieradzki Maciej Włódarski Mateusz Sieradzki | 3:20,01 SB | AZS UMCS Lublin Kamil Oleszek Michał Kitliński Karol Kania Maciej Hołub                          | 3:21,24 SB  | MKS-SMS Victoria Racibórz Patryk Sochiera Dawid Żebrowski Damian Fica Kacper Wieczorek | 3:21,73     |
| Skok w dal                      | Jakub Andrzejczak MKS Aleksandrów Łódzki                                                           | 7,86 PB    | Bartosz Wójcik WLKS Nowe Iganie                                                                  | 7,43 PB     | Kacper Fabiszewski BKS Bydgoszcz                                                       | 7,39        |
| Trójskok                        | Jakub Andrzejczak MKS Aleksandrów Łódzki                                                           | 15,37      | Bartosz Wójcik WLKS Nowe Iganie                                                                  | 15,07       | Bartosz Świerczyna MKS-MOS Płomień Sosnowiec                                           | 14,76 PB    |
| Skok wzwyż                      | Maciej Grynienko UKS Orlica Domaniów                                                               | 2,12       | Norbert Kobielski MKS Inowrocław                                                                 | 2,12        | Jakub Moskal KS Podlasie Białystok                                                     | 2,06        |
| Skok o tyczce                   | Maciej Włódarski CWZS Zawisza Bydgoszcz SL                                                         | 4,50       | Patryk Baran MKS Sambor Tczew                                                                    | 4,50        | Maksymilian Mużdżyński UKS 55 Łódź                                                     | 4,50        |
| Pchnięcie kulą                  | Konrad Bukowiecki PKS Gwardia Szczytno                                                             | 22,29      | Szymon Mazur MKS-MOS Płomień Sosnowiec                                                           | 19,71       | Tomasz Zelma CWZS Zawisza Bydgoszcz SL                                                 | 17,61       |
| Rzut dyskiem                    | Oskar Stachnik ULKS Uczniak Szprotawa                                                              | 57,67      | Konrad Bukowiecki PKS Gwardia Szczytno                                                           | 55,64       | Szymon Mazur MKS-MOS Płomień Sosnowiec                                                 | 55,53       |
| Rzut młotem                     | Adrian Muszyński CWZS Zawisza Bydgoszcz SL                                                         | 68,13 PB   | Mikołaj Górski OKS Skra Warszawa                                                                 | 64,99       | Radosław Sikora BKS Bydgoszcz                                                          | 64,38       |
| Rzut oszczepem                  | Cyprian Mrzygłód AZS-AWFiS Gdańsk                                                                  | 72,18      | Mateusz Zabłocki AZS-AWFiS Gdańsk                                                                | 70,79 PB    | Mateusz Gunera MKS Olimp Łobez                                                         | 61,59       |

### Kobiety
| Konkurencja:                  | 1. miejsce                                                                              | Rezultat   | 2. miejsce                                                                                | Rezultat   | 3. miejsce                                                                                            | Rezultat    |
| Bieg na 100 m                 | Olga Pietrzak KS Zawkrze Mława                                                          | 11,78 PB   | Marcelina Winkowska MKS Juvenia Puszczykowo                                               | 12,05 PB   | Daria Kurz KMKL Sztorm Kołobrzeg                                                                      | 12,08       |
| Bieg na 200 m                 | Olga Pietrzak KS Zawkrze Mława                                                          | 24,21 PB   | Natalia Kaczmarek ALKS PWSZ Gorzów Wielkopolski                                           | 24,53      | Marlena Gola KS Podlasie Białystok                                                                    | 24,74 PB    |
| Bieg na 400 m                 | Natalia Kaczmarek ALKS PWSZ Gorzów Wielkopolski                                         | 54,50      | Natalia Węglarz MKS-SMS Victoria Racibórz                                                 | 55,02 PB   | Katarzyna Martyna WKS Wawel Kraków                                                                    | 55,04 PB    |
| Bieg na 800 m                 | Oliwia Pakuła KKS Victoria Stalowa Wola                                                 | 2:11,19    | Oliwia Olszok MKS-MOSM Bytom                                                              | 2:12,22    | Angelika Sarna KKS Victoria Stalowa Wola                                                              | 2:12,48     |
| Bieg na 1500 m                | Weronika Lizakowska KUKS Remus Kościerzyna                                              | 4:23,73    | Aneta Konieczek WMLKS Nadodrze Powodowo                                                   | 4:26,93 PB | Barbara Skrzypko KS Podlasie Białystok                                                                | 4:30,96 PB  |
| Bieg na 3000 m                | Agnieszka Filipowska LKB Rudnik                                                         | 9:57,30    | Anna Wiktorczyk WMLKS Pomorze Stargard                                                    | 10:00,14   | Anna Szyjka MKS-SMS Victoria Racibórz                                                                 | 10:07,22    |
| Bieg na 5000 m                | Anna Wiktorczyk WMLKS Pomorze Stargard                                                  | 17:48,67   | Magdalena Dias WKS Flota Gdynia                                                           | 17:56,24   | Dominika Grzelak MKS Chojniczanka 1930 Chojnice                                                       | 17:58,28 PB |
| Bieg na 100 m przez płotki    | Anna Golczewska UKS Sprint 2020 Warszawa                                                | 14,44      | Marta Nawrocka AZS Łódź                                                                   | 14,50      | Marcelina Winkowska MKS Juvenia Puszczykowo                                                           | 14,53       |
| Bieg na 400 m przez płotki    | Helena Dalke CWZS Zawisza Bydgoszcz SL                                                  | 60,14 SB   | Anna Szymkowicz MULKS Juvenia Głuchołazy                                                  | 60,40 PB   | Kamila Drabik RLTL ZTE Radom                                                                          | 61,70 PB    |
| Bieg na 2000 m z przeszkodami | Aneta Konieczek WMLKS Nadodrze Powodowo                                                 | 6:35,65 PB | Daria Maik LUKS Start Nakło                                                               | 6:56,08 SB | Patrycja Kapała MKS-MOS Płomień Sosnowiec                                                             | 6:57,63     |
| Sztafeta 4 × 100 m            | MKS MOS Wrocław Jagoda Mierzyńska Karolina Wrzesińska Magdalena Górka Paulina Małkowska | 47,74 SB   | WLKS Wrocław Nina Benkowska Adrianna Wolak Martyna Matkowska Karolina Kasperkiewicz       | 49,42 SB   | MKS Juvenia Białystok Angelika Kwiatkowska Magdalena Lacka Aleksandra Michniewicz Justyna Kaczmarczyk | 51,14       |
| Sztafeta 4 × 400 m            | MKS MOS Wrocław Justyna Krystecka Karolina Wrzesińska Magdalena Górka Jagoda Mierzyńska | 3:53,17 SB | KKS Victoria Stalowa Wola Dagmara Gładysz Angelika Sarna Aleksandra Barszcz Oliwia Pakuła | 3:54,03 SB | RLTL ZTE Radom Alicja Wiernicka Paulina Waśniewska Zofia Praczukowska Kamila Drabik                   | 3:54,24 SB  |
| Skok w dal                    | Weronika Grzelak LKS Górnik Wałbrzych                                                   | 6,07       | Oliwia Dąbrowska AZS-AWF Gorzów Wielkopolski                                              | 6,04 PB    | Gaja Wota niestowarzyszona                                                                            | 5,80 SB     |
| Trójskok                      | Małgorzata Kiełbasa AZS Łódź                                                            | 12,58      | Aleksandra Glapińska MULKS Żeromski Sieradz                                               | 12,56 =PB  | Marcelina Forduńska MKS Sambor Tczew                                                                  | 12,39       |
| Skok wzwyż                    | Aleksandra Nowakowska RKS Łódź                                                          | 1,77 =SB   | Julia Dutkiewicz KS Stal Ostrów Wielkopolski                                              | 1,75       | Magda Niewiedział MKS Żywiec                                                                          | 1,73 PB     |
| Skok o tyczce                 | Agnieszka Kaszuba KL Gdynia                                                             | 4,10 PB    | Wiktoria Wojewódzka OSOT Szczecin                                                         | 3,70       | Agata Puchałka UKS Olimp Mazańcowice                                                                  | 3,60 PB     |
| Pchnięcie kulą                | Anna Niedbała WKS Wawel Kraków                                                          | 15,75 PB   | Maja Ślepowrońska MKS Pułtusk                                                             | 15,69 PB   | Karolina Urban SKLA Sopot                                                                             | 14,91 PB    |
| Rzut dyskiem                  | Karolina Urban SKLA Sopot                                                               | 46,10      | Maja Ślepowrońska MKS Pułtusk                                                             | 43,77      | Ewa Staruch AZS-AWF Warszawa                                                                          | 43,65       |
| Rzut młotem                   | Kinga Łepkowska LLKS Pomorze Stargard                                                   | 59,35      | Sara Rosiak UKS Błyskawica Domaniewice                                                    | 56,69      | Magdalena Zycer LLKS Pomorze Stargard                                                                 | 56,19 SB    |
| Rzut oszczepem                | Klaudia Maruszewska LKS Jantar Ustka                                                    | 52,05 PB   | Dominika Orlińska MLKS Echo Twardogóra                                                    | 47,09      | Julia Chuda MKS Juvenia Puszczykowo                                                                   | 44,01       |